# Italia 1 On Stage
Italia 1 On Stage è un programma televisivo italiano di genere varietà, in onda in prima serata su Italia 1 dal 7 al 29 settembre 2022 per quattro puntate e dall'8 al 15 settembre 2024 per due.

## Il programma
Il programma consiste nel trasmettere gli spettacoli teatrali dei comici lanciati dai programmi come Zelig e Colorado. Nel primo ciclo sono stati trasmessi Pucci Show di Andrea Pucci, Tutti contro tutti di Maurizio Battista, Miracolato di Max Angioni e Gran Varietà di Giuseppe Giacobazzi. Nel secondo ciclo invece vengono proposti gli spettacoli Motel Forest del Mago Forest ed E ho detto tutto di Roberto Lipari.

## Edizioni
| Edizione | Anno | Conduzione   | Conduzione        | Conduzione     | Conduzione          | Periodo          | Periodo           | Puntate |
| Edizione | Anno | Conduzione   | Conduzione        | Conduzione     | Conduzione          | Inizio           | Fine              | Puntate |
| -------- | ---- | ------------ | ----------------- | -------------- | ------------------- | ---------------- | ----------------- | ------- |
| 1ª       | 2022 | Andrea Pucci | Maurizio Battista | Max Angioni    | Giuseppe Giacobazzi | 7 settembre 2022 | 29 settembre 2022 | 4       |
| 2ª       | 2024 | Mago Forest  | Mago Forest       | Roberto Lipari | Roberto Lipari      | 8 settembre 2024 | 15 settembre 2024 | 2       |

## Puntate e ascolti

### Prima edizione (2022)
| Puntata | Messa in onda     | Titolo della puntata | Ascolti        | Ascolti | Ascolti | Ospiti/Conduttori   |
| Puntata | Messa in onda     | Titolo della puntata | Telespettatori | Share   | Fonte   | Ospiti/Conduttori   |
| ------- | ----------------- | -------------------- | -------------- | ------- | ------- | ------------------- |
| 1       | 7 settembre 2022  | Pucci Show           | 1 348 000      | 9,60%   | [ 1 ]   | Andrea Pucci        |
| 2       | 15 settembre 2022 | Tutti contro tutti   | 816 000        | 5,70%   | [ 2 ]   | Maurizio Battista   |
| 3       | 22 settembre 2022 | Miracolato           | 932 000        | 6,10%   | [ 3 ]   | Max Angioni         |
| 4       | 29 settembre 2022 | Gran Varietà         | 824 000        | 4,90%   | [ 4 ]   | Giuseppe Giacobazzi |
| Media   | Media             | Media                | 980 000        | 6,57%   |         |                     |

### Seconda edizione (2024)
| Puntata | Messa in onda     | Titolo della puntata | Ascolti        | Ascolti | Ascolti | Ospiti/Conduttori |
| Puntata | Messa in onda     | Titolo della puntata | Telespettatori | Share   | Fonte   | Ospiti/Conduttori |
| ------- | ----------------- | -------------------- | -------------- | ------- | ------- | ----------------- |
| 1       | 8 settembre 2024  | Motel Forest         | 433 000        | 2,80%   |         | Mago Forest       |
| 2       | 15 settembre 2024 | E ho detto tutto     | 624 000        | 4,20%   |         | Roberto Lipari    |
| Media   |                   |                      |                |         |         |                   |

## Audience
| Edizione | Rete televisiva | Anno | Stagione       | Programmazione | Programmazione | Programmazione | Programmazione | Programmazione | Programmazione | Programmazione | Collocazione | Media auditel  | Media auditel | Premiere       | Premiere | Finale         | Finale |
| Edizione | Rete televisiva | Anno | Stagione       | L              | M              | M              | G              | V              | S              | D              | Collocazione | Telespettatori | Share         | Telespettatori | Share    | Telespettatori | Share  |
| -------- | --------------- | ---- | -------------- | -------------- | -------------- | -------------- | -------------- | -------------- | -------------- | -------------- | ------------ | -------------- | ------------- | -------------- | -------- | -------------- | ------ |
| 1ª       | Italia 1        | 2022 | estate-autunno |                |                |                |                |                |                |                | Prima serata | 980 000        | 6,57%         | 1 348 000      | 9,60%    | 824 000        | 4,90%  |
| 2ª       | Italia 1        | 2024 | estate         |                |                |                |                |                | 433 000        | 2,80%          | Prima serata |                |               |                |          |                |        |